# Asian Five Nations 2010
Asian Five Nations 2010 war ein Wettbewerb für asiatische Nationalmannschaften in der Sportart Rugby Union. Es handelte sich um die 23. Ausgabe der vom Verband Asia Rugby organisierten Rugby-Union-Asienmeisterschaft. Beteiligt waren 27 Mannschaften, die in vier Divisionen und in einer Regionaldivision gegeneinander antraten. Japan gewann zum 18. Mal den Asienmeistertitel. Der Wettbewerb diente auch als Qualifikation für die Rugby-Weltmeisterschaft 2011.

## Top 5

### Tabelle
|    | Land       | Spiele | Siege | Unent. | Ndlg. | Spiel- punkte | Diff. | Bonus- punkte | Tabellen- punkte |
| -- | ---------- | ------ | ----- | ------ | ----- | ------------- | ----- | ------------- | ---------------- |
| 1. | Japan      | 4      | 4     | 0      | 0     | 326:30        | + 296 | 4             | 24               |
| 2. | Kasachstan | 4      | 2     | 0      | 2     | 97:173        | − 76  | 3             | 13               |
| 3. | Hongkong   | 4      | 2     | 0      | 2     | 65:133        | − 68  | 2             | 12               |
| 4. | Arabien    | 4      | 2     | 0      | 2     | 70:131        | − 61  | 0             | 10               |
| 5. | Südkorea   | 4      | 0     | 0      | 4     | 65:156        | − 91  | 3             | 3                |

5 Punkte für Sieg, 3 Punkte für Unentschieden, 1 Bonuspunkt bei vier oder mehr Versuchen, 1 Bonuspunkt bei Niederlage mit weniger als sieben Zählern Differenz.

### Ergebnisse
| 24. April 2010 | Hongkong | 32 : 8 | Südkorea | Hong Kong Football Club Stadium, Hongkong |
| 24. April 2010 |          |        |          | Hong Kong Football Club Stadium, Hongkong |

| 24. April 2010 | Kasachstan | 43 : 28 | Arabien | National University Stadium, Almaty |
| 24. April 2010 |            |         |         | National University Stadium, Almaty |

| 30. April 2010 | Arabien | 16 : 9 | Hongkong | Bahrain Sports Club, Manama |
| 30. April 2010 |         |        |          | Bahrain Sports Club, Manama |

| 1. Mai 2010 | Südkorea | 13 : 71 | Japan | Gyeongsang Rugby Stadium, Daegu |
| 1. Mai 2010 |          |         |       | Gyeongsang Rugby Stadium, Daegu |

| 8. Mai 2010 | Japan | 60 : 5 | Arabien | Prinz-Chichibu-Rugbystadion, Tokio |
| 8. Mai 2010 |       |        |         | Prinz-Chichibu-Rugbystadion, Tokio |

| 8. Mai 2010 | Hongkong | 19 : 15 | Kasachstan | Hong Kong Football Club Stadium, Hongkong |
| 8. Mai 2010 |          |         |            | Hong Kong Football Club Stadium, Hongkong |

| 14. Mai 2010 | Arabien | 21 : 19 | Südkorea | The Sevens Stadium, Dubai |
| 14. Mai 2010 |         |         |          | The Sevens Stadium, Dubai |

| 15. Mai 2010 | Kasachstan | 7 : 101 * | Japan | Prinz-Chichibu-Rugbystadion, Tokio |
| 15. Mai 2010 |            |           |       | Prinz-Chichibu-Rugbystadion, Tokio |

| 22. Mai 2010 | Japan | 94 : 5 | Hongkong | Prinz-Chichibu-Rugbystadion, Tokio |
| 22. Mai 2010 |       |        |          | Prinz-Chichibu-Rugbystadion, Tokio |

| 22. Mai 2010 | Südkorea | 25 : 32 | Kasachstan | Incheon-Munhak-Stadion, Incheon |
| 22. Mai 2010 |          |         |            | Incheon-Munhak-Stadion, Incheon |

* Die Begegnung Kasachstan gegen Japan wurde von  Almaty nach Tokio verlegt.

### Die besten Spieler
|   | Name            | Versuche | Land       |
| - | --------------- | -------- | ---------- |
| 1 | Kōsuke Endō     | 8        | Japan      |
| 2 | Alisi Tupuailei | 7        | Japan      |
| 3 | Anton Rudoi     | 6        | Kasachstan |

|   | Name           | Punkte | Land       |
| - | -------------- | ------ | ---------- |
| 1 | Maxim Lifontow | 52     | Kasachstan |
| 2 | James Love     | 40     | Arabien    |
| 3 | Kōsuke Endō    | 40     | Japan      |

## Division 1
Halbfinale
| 14. April 2010 | Taiwan | 7 : 37 | Sri Lanka | Yio Chu Kang Stadium, Singapur |
| 14. April 2010 |        |        |           | Yio Chu Kang Stadium, Singapur |

| 14. April 2010 | Singapur | 22 : 20 | Malaysia | Yio Chu Kang Stadium, Singapur |
| 14. April 2010 |          |         |          | Yio Chu Kang Stadium, Singapur |

Spiel um Platz 3
| 17. April 2010 | Taiwan | 8 : 35 | Malaysia | Yio Chu Kang Stadium, Singapur |
| 17. April 2010 |        |        |          | Yio Chu Kang Stadium, Singapur |

Finale
| 17. April 2010 | Sri Lanka | 23 : 16 | Singapur | Yio Chu Kang Stadium, Singapur |
| 17. April 2010 |           |         |          | Yio Chu Kang Stadium, Singapur |

Sri Lanka steigt in die Top 5 auf, Taiwan steigt in die Division 2 ab.

## Division 2
Halbfinale
| 2. Juni 2010 | VR China | 5 : 94 | Indien | Delhi University Stadium, Delhi |
| 2. Juni 2010 |          |        |        | Delhi University Stadium, Delhi |

| 2. Juni 2010 | Thailand | 33 : 53 | Philippinen | Delhi University Stadium, Delhi |
| 2. Juni 2010 |          |         |             | Delhi University Stadium, Delhi |

Spiel um Platz 3
| 5. Juni 2010 | VR China | 5 : 56 | Thailand | Delhi University Stadium, Delhi |
| 5. Juni 2010 |          |        |          | Delhi University Stadium, Delhi |

Finale
| 5. Juni 2010 | Indien | 12 : 34 | Philippinen | Delhi University Stadium, Delhi |
| 5. Juni 2010 |        |         |             | Delhi University Stadium, Delhi |

Die Philippinen steigen in die Division 1 auf, China steigt in die Division 3 ab.

## Division 3
Halbfinale
| 9. Juni 2010 | Guam | 11 : 44 | Iran | UPH Stadium, Jakarta |
| 9. Juni 2010 |      |         |      | UPH Stadium, Jakarta |

| 9. Juni 2010 | Pakistan | 13 : 11 | Indonesien | UPH Stadium, Jakarta |
| 9. Juni 2010 |          |         |            | UPH Stadium, Jakarta |

Spiel um Platz 3
| 12. Juni 2010 | Iran | 19 : 6 | Pakistan | UPH Stadium, Jakarta |
| 12. Juni 2010 |      |        |          | UPH Stadium, Jakarta |

Finale
| 12. Juni 2010 | Guam | 49 : 12 | Indonesien | UPH Stadium, Jakarta |
| 12. Juni 2010 |      |         |            | UPH Stadium, Jakarta |

Iran steigt in die Division 2 auf, Indonesien steigt in die Division 4 ab.

## Division 4
Das Turnier sollte ursprünglich in Bischkek, der Hauptstadt Kirgisistans, stattfinden, musste aber wegen der Unruhen in Südkirgisistan nach Kasachstan verlegt werden. Aufgrund der Grenzschließung zwischen beiden Staaten konnte die kirgisische Mannschaft nicht anreisen und wurde durch eine Auswahl aus Almaty ersetzt.
Halbfinale
| 9. Juni 2010 | Usbekistan | 46 : 0 | Almaty Select XV | Zentralstadion, Almaty |
| 9. Juni 2010 |            |        |                  | Zentralstadion, Almaty |

| 9. Juni 2010 | Jordanien | 29 : 21 | Mongolei | Zentralstadion, Almaty |
| 9. Juni 2010 |           |         |          | Zentralstadion, Almaty |

Spiel um Platz 3
| 12. Juni 2010 | Almaty Select XV | 38 : 21 | Mongolei | Zentralstadion, Almaty |
| 12. Juni 2010 |                  |         |          | Zentralstadion, Almaty |

Finale
| 12. Juni 2010 | Usbekistan | 3 : 28 | Jordanien | Zentralstadion, Almaty |
| 12. Juni 2010 |            |        |           | Zentralstadion, Almaty |

## Regionaldivision
|    | Land       | Spiele | Siege | Unent. | Ndlg. | Spiel- punkte | Diff. | Bonus- punkte | Tabellen- punkte |
| -- | ---------- | ------ | ----- | ------ | ----- | ------------- | ----- | ------------- | ---------------- |
| 1. | Laos       | 2      | 2     | 0      | 0     | 35:8          | + 27  | 0             | 10               |
| 2. | Brunei     | 2      | 1     | 0      | 1     | 15:32         | − 17  | 0             | 5                |
| 3. | Kambodscha | 2      | 0     | 0      | 2     | 12:22         | − 10  | 1             | 1                |

5 Punkte für Sieg, 3 Punkte für Unentschieden, 1 Bonuspunkt bei vier oder mehr Versuchen, 1 Bonuspunkt bei Niederlage mit weniger als sieben Zählern Differenz.
Ergebnisse
| 20. Juni 2010 | Kambodscha | 9 : 10 | Brunei | RCAF Old Stadium, Phnom Penh |
| 20. Juni 2010 |            |        |        | RCAF Old Stadium, Phnom Penh |

| 23. Juni 2010 | Laos | 23 : 5 | Brunei | RCAF Old Stadium, Phnom Penh |
| 23. Juni 2010 |      |        |        | RCAF Old Stadium, Phnom Penh |

| 26. Juni 2010 | Kambodscha | 3 : 12 | Laos | RCAF Old Stadium, Phnom Penh |
| 26. Juni 2010 |            |        |      | RCAF Old Stadium, Phnom Penh |